# Pablo Contreras
Pablo Contreras (ur. 11 września 1978 w Santiago) – chilijski piłkarz występujący na pozycji obrońcy.

## Kariera klubowa
Pablo Contreras zawodową karierę rozpoczynał w 1996 roku w CSD Colo-Colo. W debiutanckim sezonie rozegrał dla niego tylko jedno spotkanie, jednak w turnieju zamknięcia wywalczył mistrzostwo Chile. Podczas rozgrywek w 1998 roku Contreras wystąpił już w 23 ligowych meczach i również sięgnął po tytuł mistrza kraju. Łącznie w barwach CSD Colo-Colo chilijski obrońca zanotował 37 występów i strzelił dwie bramki.
W 1999 roku Contreras przeprowadził się do Francji, gdzie podpisał kontrakt z AS Monaco. W Ligue 1 zadebiutował 30 lipca tego samego roku w zremisowanym 2:2 spotkaniu przeciwko AS Saint-Étienne. Contreras razem ze swoim klubem zdobył mistrzostwo Francji, jednak w trakcie sezonu 2000/2001 został wypożyczony do argentyńskiego zespołu Racing Club de Avellaneda. Następnie Chilijczyk powrócił do Monaco, jednak ponownie został wypożyczony – podczas rozgrywek 2001/2002 reprezentował bowiem barwy hiszpańskiej drużyny CA Osasuna. Latem 2002 roku Contreras został natomiast wypożyczony do Sportingu, z którym zajął trzecią lokatę w tabeli pierwszej ligi portugalskiej.
W letnim okienku transferowym w 2003 roku działacze AS Monaco najpierw wypożyczyli, a później sprzedali Contrerasa do Celty Vigo. Chilijski gracz podczas rozgrywek 2003/2004 wystąpił tylko w sześciu ligowych meczach, jednak w kolejnych trzech sezonach był podstawowym zawodnikiem swojej drużyny. Od tego czasu Contreras stał się podstawowym obrońcą Celty. 2 grudnia 2007 roku zanotował dla niej swój setny ligowy występ, a Celta zremisowała 1:1 z Málagą.
Jeszcze przed końcem roku Contreras został piłkarzem Sportingu Braga. W jego barwach ligowy debiut zanotował 25 stycznia 2008 roku, kiedy to jego nowa drużyna zremisowała 1:1 z CF Os Belenenses. Przez cały sezon Chilijczyk wystąpił w trzynastu meczach Superligi i w końcowej tabeli zajął siódme miejsce.
W czerwcu 2008 roku Contreras przeszedł do greckiego PAOK-u Saloniki, z którym podpisał dwuletnią umowę. W Alpha Ethniki zadebiutował 30 sierpnia podczas wygranego 2:0 wyjazdowego spotkania z klubem OFI Kreta. Pierwszego gola dla PAOK-u chilijski obrońca strzelił natomiast 28 września, kiedy to zapewnił swojemu zespołowi zwycięstwo 1:0 z Arisem Saloniki.
W 2012 roku trafił do CSD Colo-Colo, a następnie do Olympiakosu. W 2013 roku został zawodnikiem klubu Melbourne Victory, w którym po sezonie zakończył karierę.

## Kariera reprezentacyjna
W reprezentacji Chile Contreras zadebiutował 17 lutego 1999 roku w zremisowanym 1:1 pojedynku przeciwko Gwatemali. Następnie był uczestnikiem Copa América 1999, a później razem z zespołem narodowym wywalczył brązowy medal Igrzysk Olimpijskich w Sydney. W późniejszych latach Contreras regularnie dostawał powołania do reprezentacji, a w 2007 roku dostał został powołany do kadry na rozgrywki Copa América 2007. Na turnieju tym wychowanek CSD Colo-Colo razem z zespołem Chile dotarł do ćwierćfinału, w którym podopieczni Nelsona Acosty przegrali 1:6 z Brazylią.